# Cal Quim (Sant Feliu Sasserra)
Cal Quim és una casa de Sant Feliu Sasserra (Bages) protegida com a Bé Cultural d'Interès Local.

## Descripció
Edifici entre mitgeres situat a la Plaça Major. Es tracta d'una construcció de tres altures, planta baixa, primer pis i golfes, tot i que l'últim pis es va edificar amb posterioritat a la resta. Presenta els paraments de maçoneria, restaurats, així com l'emmarcament de les obertures. Destaca la finestra esquerra del primer pis, on es pot diferenciar una motllura en el intradós. La porta d'accés en forma d'arc de mig punt.